# Карл Флиер
Карл Флиер (на немски: Karl Flieher) е австрийски художник, рисувал предимно пейзажи и ведути, роден на 9 юли 1881 във Виена, починал на 20 януари 1958 в Цел ам Зее.

## Биография и творчество
Още като ученик талантът на Карл Флиер е забелязан от неговите учители. Антон Бриоши, ръководител на театралното ателие към Хофопер бил толкова запленен от таланта му, че го взема за свой ученик. След завършване на образованието си Карл Флиер получава поръчки от оперни театри в Германия и Австрия. Но Флиер остава да работи предимно във Виена като рисува преди всичко изгледи от австрийските Алпи. Той рисува от началото на двадесетте години на 20 век мотиви от Вахау /Wachau/. През 1919 г. художникът напуска Виена и започва да работи на свободна практика. Години наред пътува из Австрия, Германия, Швейцария и Италия. 1928 г. пристига в градчета Цел ам зе /Zell am See/, което става негова втора родина да последните му години. Карл Флиер почива на 20 януари 1958 г. в Цел ам зе и е погребан в тамошното гробище. Неговите маслени картини, но преди всичко неговите гвашови творби и акварел и са създадени често по снимки и представят изгледи на старинни, на позападнали селца и местности.